# Luís da Costa Campos
Luís da Costa Campos (Pangim, 16 de agosto de 1816 — Goa, 12 de março de 1858), foi um membro da nobre família Costa Campos, de Goa, filho de Hermenegildo da Costa Campos, marechal de campo do exército português na Índia, e de D. Mariana Águia Pereira de Lacerda, senhora dos prazos de Deucá Parery e Batéa ou Damão de Cima, em Damão, na Índia. Irmão de José da Costa Campos, membro do Conselho de Governo do Estado da Índia em 1840 e 1842, e familiar de numerosos governantes deste antigo estado português.

## História
Entrou para o Convento de Santo Agostinho de Goa em 1816 e "foi-se embora por sua livre vontade aos 30 de Junho de 1817". Assentou então praça de cadete em Goa em 1817; alferes em 1819; tenente a 1820; capitão a 1826; major a 1831; major do Batalhão de Artilharia de Goa em 1840; tenente coronel em 1841; comandante do Regimento de Artilharia do Exército da Índia em 1851; coronel em 1851 e passou à reserva como brigadeiro do Exército da Índia.
Foi presidente do Supremo Conselho de Justiça Militar, membro do 18.º Conselho de Governo do Estado da Índia, comendador da Ordem de Avis, cavaleiro da Ordem de Cristo e fidalgo cavaleiro da Casa Real (1826), por sucessão.
Casou com D. Mariana de Sousa e Brito, da nobre família Sousa e Brito, de Goa.